# Lungrupa
Lungrupa – gaun wikas samiti we wschodniej części Nepalu w strefie Meći w dystrykcie Panchthar. Według nepalskiego spisu powszechnego z 2001 roku liczył on 974 gospodarstw domowych i 5520 mieszkańców (2847 kobiet i 2673 mężczyzn).